# يانوس براسبينينكس
يانوس براسبينينكس (بالهولندية: Janus Braspennincx) مواليد 5 مارس 1903 في زونديرت - الوفاة 7 يناير 1977 في بريدا، كان دراج هولندي. سبق أن شارك في دورة الألعاب الأولمبية الصيفية وفاز بميدالية أولمبية.

## الميداليات
| الميدالية | المسابقة                       |
| --------- | ------------------------------ |
| فضية      | الألعاب الأولمبية الصيفية 1928 |

## روابط خارجية
- يانوس براسبينينكس على موقع أرشيف الدراجات (الإنجليزية)
- يانوس براسبينينكس على موقع إحصائيات الدراجات الإحترافية (الإنجليزية)
- يانوس براسبينينكس على موقع أوليمبيديا (الإنجليزية)
- profile